# Виконт Дэвидсон
Виконт Дэвидсон из Литл Гаддесден в графстве Хартфордшир — наследственный титул в системе Пэрства Соединённого королевства. Он был создан 11 июня 1937 года для консервативного политика и бывшего члена парламента от Хемел Хемстеда, сэра Джона Колина Кэмпбелла Дэвидсона (1889—1970). Он занимал посты канцлера герцогства Ланкастерского (1923—1924, 1931—1937), парламентского и финансового секретаря Адмиралтейства (1924—1926), председателя Консервативной партии (1926—1930). Его старший сын, Джон Эндрю Дэвидсон, 2-й виконт Дэвидсон (1928—2012), занимал пост капитана йоменской гвардии (1986—1991) в консервативных правительствах Маргарет Тэтчер и Джона Мейджора. В 1999 году после принятия Акта Палаты лордов он потерял своё место в Палате лордов Великобритании.
По состоянию на 2024 год носителем титула являлся его племянник, Джон Николас Александр Дэвидсон, 4-й виконт Дэвидсон (род. 1971) — сын Малкольма Уильяма Маккензи Дэвидсона, 3-го виконта Дэвидсона (1934—2019), который сменил своего отца в 2019 году.
Фрэнсис Дэвидсон, виконтесса Дэвидсон (1894—1985), супруга Джона Колина Кэмпбелла Дэвидсона, с 1937 года депутат Палаты общин Великобритании от Хемел Хемстеда (1937—1959). В 1964 году она получила звание пожизненного пэра в качестве баронессы Нортчёрч из Чизвика в графстве Мидлсекс.

## Виконты Дэвидсон (1937)
- 1937—1970: Джон Колин Кэмпбелл Дэвидсон, 1-й виконт Дэвидсон (23 февраля 1889 — 11 декабря 1970), единственный сын сэра Джеймса Маккензи Дэвидсона (1856—1919);
- 1970—2012: Джон Эндрю Дэвидсон, 2-й виконт Дэвидсон (22 декабря 1928 — 20 июля 2012), старший сын предыдущего;
- 2012—2019: Малкольм Уильям Маккензи Дэвидсон, 3-й виконт Дэвидсон (28 августа 1934 — 27 сентября 2019), младший брат предыдущего;
- 2019 — настоящее время: Джон Николас Александр Дэвидсон, 4-й виконт Дэвидсон (род. 1971), единственный сын предыдущего.